# Tachia trigona
Tachia trigona là một loài thực vật có hoa trong họ Long đởm. Loài này được (Aubl.) Pers. miêu tả khoa học đầu tiên năm 1805.